# Grodek (Gedicht)
Grodek ist ein Gedicht von Georg Trakl, das die Erinnerung an die Schlacht von Gródek (1914) in Ostgalizien (heutige Ukraine) wachhält: Bei Gródek fand zu Beginn des Ersten Weltkrieges eine erbitterte Schlacht zwischen russischen und österreich-ungarischen Truppen statt.

## Sprache und Form
Wie mehrere Gedichte Trakls beginnt auch Grodek mit den beiden Wörtern Am Abend. Das Gedicht besteht aus 17 Versen unterschiedlicher Länge. Alle Zeilen, mit Ausnahme einer, enden mit einem Substantiv; allein die achte Zeile, in der „ein zürnender Gott“ erwähnt wird, durchbricht dieses Muster. Die Einteilung in Verse entspricht nicht der orthographischen und inhaltlichen Einteilung. Weiterhin gibt es keine Reime, kein durchgängiges metrisches Raster, wohl aber ein freies rhythmisches Muster, welches hauptsächlich auf Dreisilbigkeit basiert (Amphibrachys, Daktylus). Der sprachliche Duktus ist stark von der österreichischen Sprachmelodie beeinflusst, was etwa konkrete rhythmische Konsequenzen auf Grund der Silbenanzahl hat (siehe Zeile 2 die goldnen Ebenen und letzte Zeile Die ungebornen Enkel).

## Das Gedicht
Grodek.

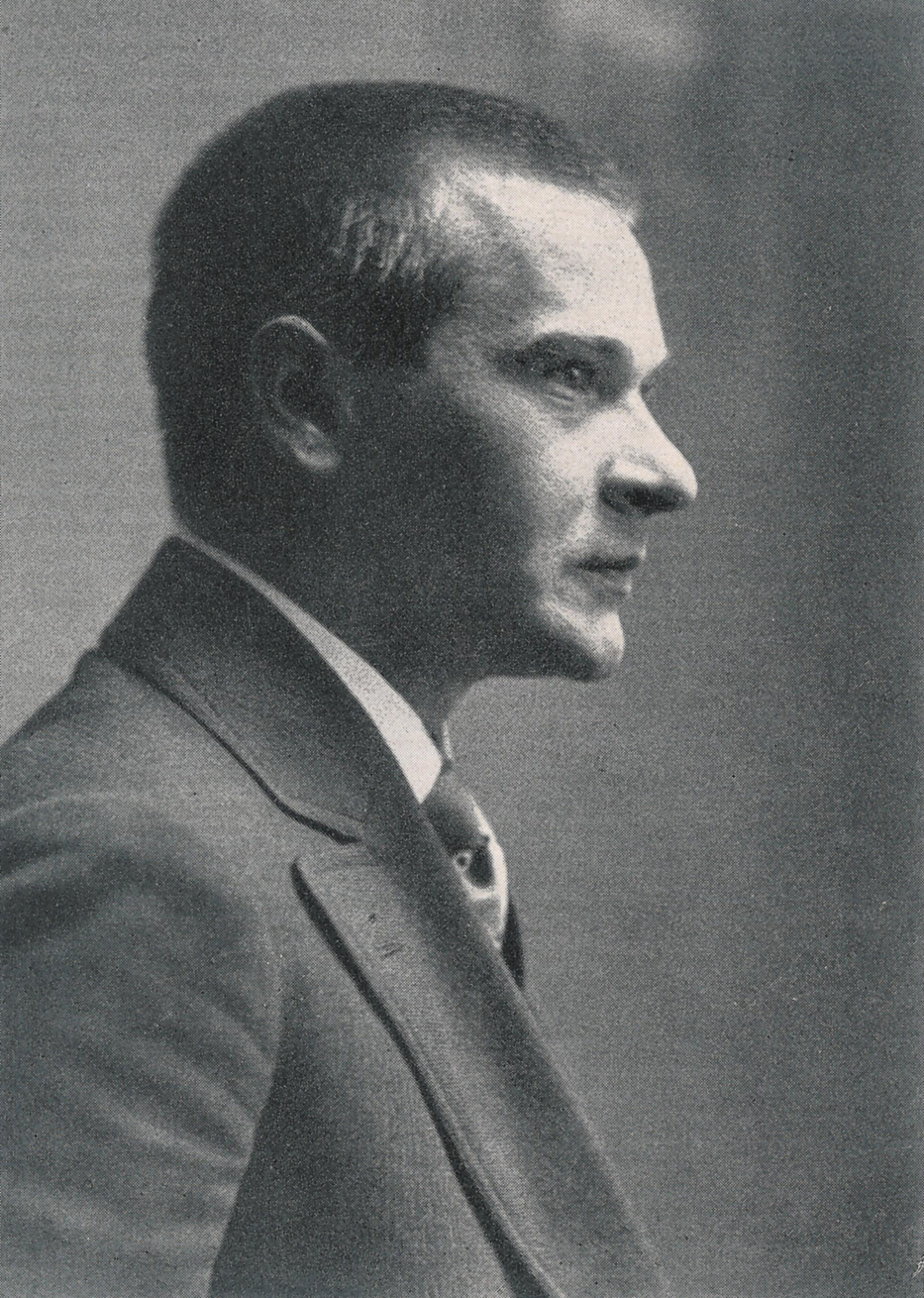
Georg Trakl

Am Abend tönen die herbstlichen Wälder

Von tödlichen Waffen, die goldnen Ebenen

Und blauen Seen, darüber die Sonne

Düstrer hinrollt; umfängt die Nacht

Sterbende Krieger, die wilde Klage

Ihrer zerbrochenen Münder.

Doch stille sammelt im Weidengrund

Rotes Gewölk, darin ein zürnender Gott wohnt

Das vergossne Blut sich, mondne Kühle;

Alle Straßen münden in schwarze Verwesung.

Unter goldnem Gezweig der Nacht und Sternen

Es schwankt der Schwester Schatten durch den schweigenden Hain,

Zu grüßen die Geister der Helden, die blutenden Häupter;

Und leise tönen im Rohr die dunkeln Flöten des Herbstes.

O stolzere Trauer! ihr ehernen Altäre

Die heiße Flamme des Geistes nährt heute ein gewaltiger Schmerz,

Die ungebornen Enkel.
(zit. n.: Manuskript der 2. Fassung (Faksimile und Transkription))

## Historischer Zusammenhang
Trakl betitelte dieses Gedicht mit dem damaligen Namen der Stadt, in welcher er Anfang September 1914 als Medikamentenakzessist in einem Feldlazarett die Schlacht von Gródek erlebte. Diese Schlacht gilt als besonders grausam in Bezug auf menschliche Schicksale. Trakl, dem dieses Wirkungsfeld nach Einberufung in die k.u.k. Armee wegen seiner pharmazeutischen Kenntnisse (→ Hauptartikel Georg Trakl) zugewiesen wurde, sah sich außerstande, unter den widrigen Umständen (u. a. dem Fehlen von Narkotika für nötige Operationen) das Leid der Verletzten auch nur zu mildern. Unter diesem Eindruck stehend schrieb er das Gedicht Grodek. Da sich seine nervliche Verfassung verschlechterte, wurde er in ein Krakauer Militärhospital eingewiesen, wo er Anfang November 1914 einer Herzlähmung in Verbindung mit einer Überdosis Kokain erlag. Ungeklärt ist, ob die Überdosierung ein Versehen war oder aus Absicht geschah.
Grodek ist wohl Trakls letztes Gedicht und wurde kurz nach seinem Tod in der Zeitschrift Der Brenner veröffentlicht.

## Rezeption
Der Komponist Heinz Winbeck legte Trakls Gedicht seiner 3. Sinfonie Grodek (1987/88) zugrunde. Das rund 60-minütige Werk, 1988 uraufgeführt, ist für Altstimme, Sprecher und großes Orchester geschrieben.
Die Bildende Künstlerin Beate Passow schuf 2015 ein Werk mit dem Titel Grodek. Der Text des Gedichts ist auf eine grüne Landkarte gestickt, auf der der Schatten des Dichters liegt. Für die Form der Schrift diente Trakls Handschrift als Vorbild. Die Buchstaben werfen kleine Schatten. So wirken sie plastisch, als bewegten sie sich über die Landschaft hinweg. Die Karte ist eine Satellitenkarte der NASA. Dies schafft eine gedankliche Verbindung zu dem militärischen Zweck von Karten, zu Material für die Steuerung von Raketen oder Cruise-Missiles. Das abgebildete Gebiet gehört politisch zu verschiedenen Staaten, es sind aber keine Grenzen sichtbar. Dies erinnert daran, wie sehr Grenzen der politischen Entwicklung unterliegen, wie relativ sie sind.